# Philodendron hederaceum
Philodendron hederaceum es una especie de arbusto perenne del género Philodendron de la  familia de las aráceas.

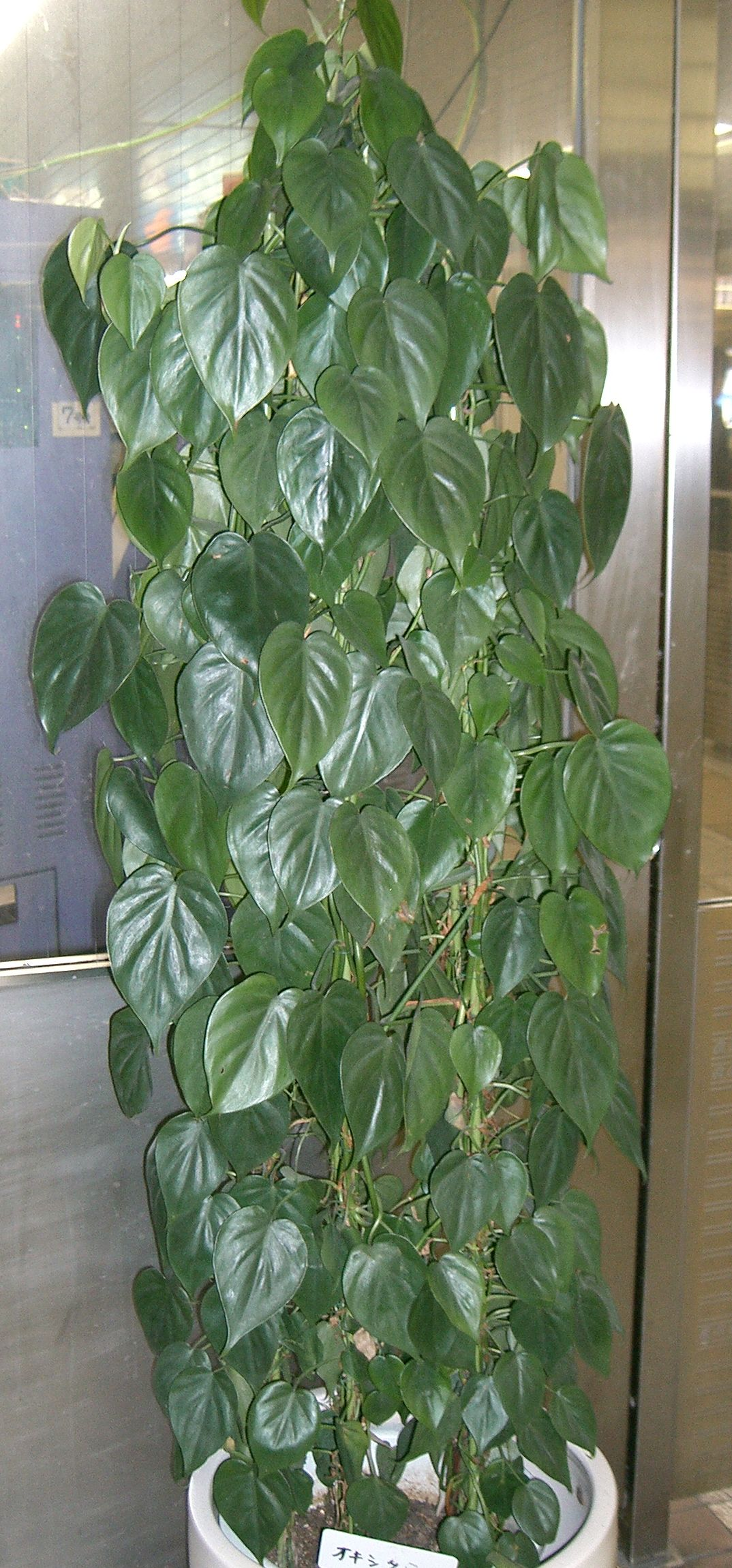
Hojas

## Descripción
Son plantas trepadoras, hemiepífitas, con entrenudos de 4–14 cm de largo y 0,1–0,8 cm de diámetro; catáfilos de 10 cm de largo, verde pálidos, caducos. Hojas juveniles aplicadas, ovadas, caudado-acuminadas en el ápice, hojas adultas ovadas, 15–30 cm de largo y 10–21 cm de ancho, profundamente lobadas en la base, seno parabólico a espatulado, aterciopeladas (a veces verde-rojizas) en la haz, costilla posterior no desnuda; pecíolos teretes, 9–25 cm de largo y hasta 10 mm de diámetro en la base. Inflorescencias 1 por axila, con pedúnculo de 3–8 cm de largo; espata 9–15 cm de largo, cuspidada en el ápice, ligeramente contraída entre el tubo y la lámina, tubo 4–6 cm de largo y 1–2,2 cm de ancho (sólo ligeramente más ancho que la lámina), verde, rojizo en la parte interior de la base, lámina verde; espádice 8–13 cm de largo, débilmente proyectado hacia afuera de la espata en la antesis, blanco; porción pistilada 4–4,5 cm de largo y 4–11 mm de ancho; porción estaminada más ancha que la pistilada, moderadamente ahusada en el ápice. Bayas blanco verdosas.

## Distribución y hábitat
Común en bosques siempreverdes y nebliselvas a una altitud de 0–1000 metros; fl y fr durante todo el año; en México a Bolivia Argentina y Brasil, también en las Antillas.

## Taxonomía
Philodendron hederaceum fue descrito por (Jacq.) Schott y publicado en Wiener Zeitschrift für Kunst, Litteratur, Theater und Mode 1829(3): 780. 1829.
Etimología
Ver: Philodendron
Variedades
- Philodendron hederaceum var. hederaceum
- Philodendron hederaceum var. oxycardium (Schott) Croat

Sinonimia
- Arum hederaceum Jacq.
- Pothos hederaceus (Jacq.) Aubl.	[3][4]